# Trybliographa formicaria
Trybliographa formicaria is een vliesvleugelig insect uit de familie van de Figitidae. De wetenschappelijke naam van de soort is voor het eerst geldig gepubliceerd in 1909 door Kieffer.